# As the Roots Undo
As the Roots Undo är en skiva av det amerikanska screamobandet Circle Takes the Square, som släpptes den 6 januari 2004. Den är bandets första fullängdsskiva, och finns i både CD- och LP-utgåva.

## Låtlista
1. "Intro" – 0:55
2. "Same Shade as Concrete" – 4:28
3. "Crowquill" – 2:44
4. "In the Nervous Light of Sunday" – 6:17
5. "Interview at the Ruins" – 5:09
6. "Non-Objective Portrait of Karma" – 6:46
7. "Kill the Switch" – 9:33
8. "A Crater to Cough In" – 8:13